# Article 7 bis de la Constitution belge
L'article 7 bis de la Constitution de la Belgique fait partie du titre premier bis Des objectifs de politique générale de la Belgique fédérale, des communautés et des régions. Il définit des objectifs communs qui doivent être poursuivis par l'État fédéral, les communautés et les régions.
Il date de la loi de révision du 25 avril 2007.

## Texte de l'article actuel
« Dans l'exercice de leurs compétences respectives, l'État fédéral, les communautés et les régions poursuivent les objectifs d'un développement durable, dans ses dimensions sociale, économique et environnementale, en tenant compte de la solidarité entre les générations. ».